# Hasırağacı
Hasırağacı (türkisch für Strohbaum) ist ein Ortsteil (Mahalle) im Landkreis Karataş der türkischen Provinz Adana mit 233 Einwohnern (Stand: Ende 2024). Im Jahr 2011 hatte der Ort 253 Einwohner.